# Véronique Cortier
Pour les articles homonymes, voir Cortier.
Véronique Cortier est une informaticienne française, spécialiste des protocoles de sécurité informatique née le 31 Mars 1978 à Troyes.

## Biographie

### Formation
En mars 2003, Véronique Cortier soutient une thèse de doctorat en informatique à l'école normale supérieure de Cachan intitulée Vérification automatique des protocoles cryptographiques. La même année, elle entre au Centre national de la recherche scientifique (CNRS) comme chargée de recherche au laboratoire lorrain de recherche en informatique et ses applications (LORIA).

### Carrière
En novembre 2009, Véronique Cortier obtient son habilitation à diriger des recherches en informatique. En octobre 2010, elle devient directrice de recherche au CNRS. Elle est également membre du comité de pilotage du groupe de travail sur la vérification, au sein du Groupement de recherche Informatique Mathématique (GRD-IM). Ses recherches portent sur la vérification automatique de programmes, notamment les protocoles de sécurité sur les réseaux informatiques, à l'aide de modèles formels comme la logique du premier ordre ou la réécriture. Elle a conçu, en collaboration avec d'autres chercheurs, le logiciel de vote électronique open source Belenios.

## Récompenses
- 2003 : Prix Gilles-Kahn[3]
- 2004 : Prix le Monde de la recherche universitaire
- 2010 : bourse du conseil européen de la recherche (ERC Starting Grant).
- 2015 : Prix Inria - Académie des sciences du jeune chercheur[4].
- 2017 :  Chevalière de l'ordre national du Mérite[5].
- 2022 : Médaille d'argent du CNRS[6].
- 2023 :  Officière de l'ordre national du Mérite[7].